# Уайтхед, Наоми
Наоми Уайтхед (англ. Naomi Whitehead; род. 26 сентября 1910, Джорджия, США) — американская супердолгожительница, чей возраст подтверждён Группой геронтологических исследований (GRG) и Группой LongeviQuest (LQ). Является третьей старейшей жительницей планеты и старейшей жительницей США. Её возраст составляет 114 лет 322 дня. Входит в сотню старейших людей мира в истории.

## Биография
Наоми Уайтхед родилась 26 сентября 1910 года в штате Джорджия, США. В юности она помогала родителям на ферме, собирая хлопок и табак.
В 1930 году она вышла замуж за Сильвестра Уайтхеда, с которым у неё было трое сыновей. В 1980-х годах её супруг скончался. В 2011 году, на момент смерти своего последнего сына, Уайтхед проживала в Шароне, штат Пенсильвания.
В сентябре 2020 года Уайтхед отметила свой 110-й день рождения и стала супердолгожителем. На тот момент у неё было 12 внуков, 28 правнуков, 49 праправнуков и три прапраправнука.
Уайтхед увлекается кулинарией, выпечкой, рисованием и прослушиванием музыки.
В настоящее время Уайтхед проживает в доме престарелых Святого Павла в Гринвилле, штат Пенсильвания, США.

## Рекорды долголетия
- 22 августа 2022 года, после смерти Ленары Кэри, стала старейшей жительницей Пенсильвании.
- 17 марта 2023 года её возраст был подтвержден GRG.
- 24 января 2024 года стала последней американкой, родившейся в 1910 году после смерти анонима из Аризоны.
- 26 августа 2024 года, после смерти Хисако Сироиси, стала 10-й старейшей жительницей мира.
- 22 октября 2024 года, после смерти Элизабет Фрэнсис, стала 7-й старейшей жительницей мира и старейшей жительницей США[4].
- 26 сентября 2024 года стала 86-м жителем США и 225-м человеком в истории, достигшим 114 лет.
- 20 мая 2025 года, после смерти Минэ Кондо, стала 3-м старейшим жителем мира.
- 11 июня 2025 года вошла в число 100 старейших людей в истории.